# Norman Connors

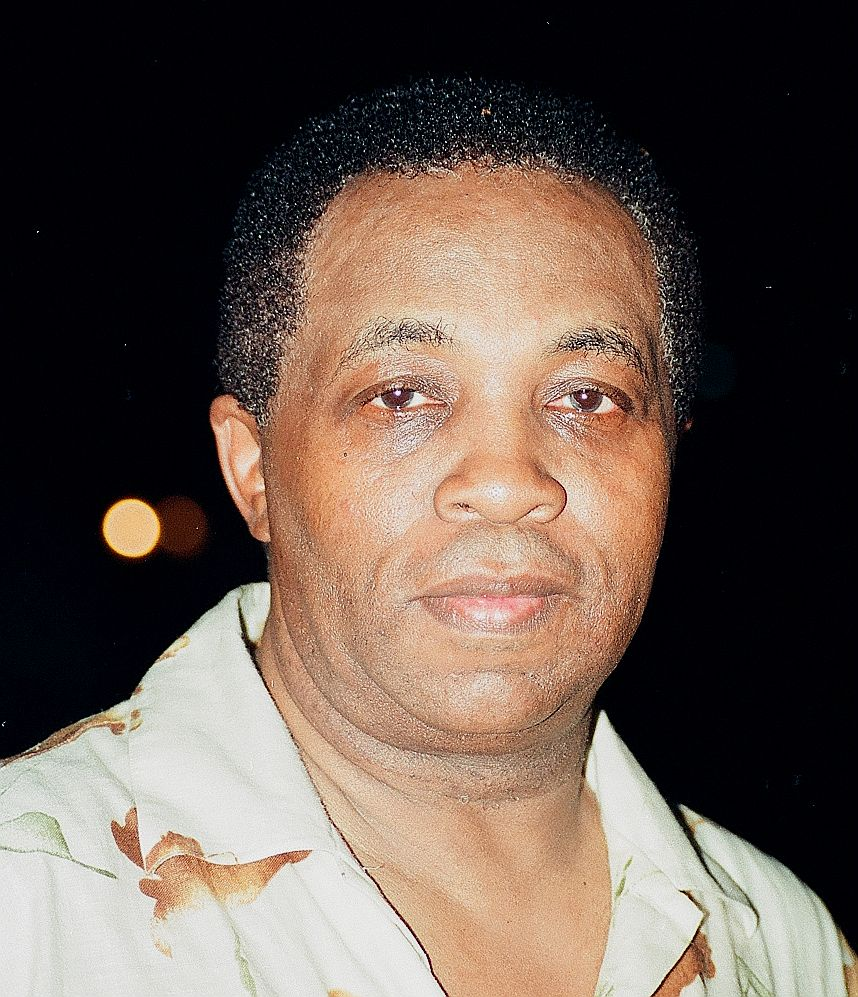
Norman Connors (1997)

Norman Connors (* 1. März 1947 in Philadelphia) ist ein amerikanischer Jazzmusiker (Schlagzeug, Komposition, Arrangement) und Musikproduzent, der vor allem durch seine Produktionen im Bereich der Disco-Musik und Contemporary R&B bekannt ist.

## Leben und Wirken
Connors war dank Schulfreunden wie Lex Humphries bereits sehr früh am Jazz interessiert. Er hatte als Schüler in seiner Heimatstadt die Gelegenheit, anstelle von Elvin Jones mit John Coltrane zu spielen. Er studierte Musik an der Temple University und dann an der New Yorker Juilliard School of Music. Bereits während seines Studiums spielte er mit Jackie McLean, Jack McDuff und Sam Rivers (Emanation). 1967 war er an den Aufnahmen von Archie Shepps Album Magic of JuJu beteiligt. In den nächsten Jahren gehörte er zur Band von Pharoah Sanders. 1972 veröffentlichte er sein erstes Jazzalbum auf Cobblestone Records; er arbeitete mit Musikern wie Carlos Garnett, Onaje Allan Gumbs und Herbie Hancock.
Mit Valentine Love, einer Auskopplung aus seinem bei Buddha Records erschienenen Album Saturday Night Special, hatte er seinen ersten R&B-Hit (mit Michael Henderson und Jean Carn). Auf You Are My Starship findet sich eine Version von The Creator Has a Master Plan mit dem Saxophonisten Gary Bartz und dem Pianisten Hubert Eaves III. Gegenwärtig konzentriert sich Connors auf Smooth Jazz und Crossover.
Des Weiteren produzierte er für Jean Carn, Phyllis Hyman, Al Johnson und den Saxophonisten Marion Meadows.

## Diskografie

### Alben
| Jahr | Titel Musiklabel Katalog-Nr.       | Höchstplatzierung, Gesamtwochen, AuszeichnungChartplatzierungen (Jahr, Titel, Musiklabel Katalog-Nr., Platzierungen, Wochen, Auszeichnungen, Anmerkungen) | Höchstplatzierung, Gesamtwochen, AuszeichnungChartplatzierungen (Jahr, Titel, Musiklabel Katalog-Nr., Platzierungen, Wochen, Auszeichnungen, Anmerkungen) | Anmerkungen |
| Jahr | Titel Musiklabel Katalog-Nr.       | US | R&B | Anmerkungen |
| ---- | ---------------------------------- | --- | --- | --- |
| 1974 | Slewfoot Buddah 5611               | — | R&B51 (6 Wo.)R&B | Erstveröffentlichung: Oktober 1974 Vocals: Jean Carn Produzent: Skip Drinkwater                                                     |
| 1975 | Saturday Night Special Buddah 5643 | US150 (5 Wo.)US | R&B35 (19 Wo.)R&B | Erstveröffentlichung: August 1975 Vocals: Jean Carn Produzent: Skip Drinkwater                                                      |
| 1976 | You Are My Starship Buddah 5655    | US39 Gold · (24 Wo.)US | R&B5 (33 Wo.)R&B | Erstveröffentlichung: Mai 1976 Vocals: Michael Henderson, Phyllis Hyman Produzenten: Jerry Schoenbaum, Skip Drinkwater              |
| 1977 | Romantic Journey Buddah 5682       | US94 (16 Wo.)US | R&B24 (17 Wo.)R&B | Erstveröffentlichung: März 1977 Vocals: Eleanore Mills, Phillip Mitchell Produzenten: Jerry Schoenbaum, Skip Drinkwater             |
| 1978 | This Is Your Life Arista 4177      | US68 (17 Wo.)US | R&B20 (24 Wo.)R&B | Erstveröffentlichung: Mai 1978; mit The Starship Orchestra Lead Vocals: Eleanore Mills Produzent: Norman Connors                    |
| 1979 | Invitation Arista 4216             | US137 (7 Wo.)US | R&B34 (12 Wo.)R&B | Erstveröffentlichung: Juni 1979 Lead Vocals: Adaritha Produzent: Norman Connors                                                     |
| 1980 | Take It to the Limit Arista 9534   | US145 (6 Wo.)US | R&B30 (23 Wo.)R&B | Erstveröffentlichung: September 1980 Lead Vocals: Adaritha, Glenn Jones, Al Johnson, Leon Ware Produzent: Norman Connors, Jean Carn |
| 1981 | Mr. C Arista 9575                  | US197 (2 Wo.)US | R&B51 (6 Wo.)R&B | Erstveröffentlichung: November 1981 Arrangeur: Ben Wright Produzent: Norman Connors                                                 |
| 1988 | Passion Capitol 48515              | — | R&B39 (13 Wo.)R&B | Erstveröffentlichung: April 1988 Lead Vocals: Gabrielle Goodman, Spencer Harrison Produzent: Norman Connors                         |
| 1993 | Remember Who You Are MoJazz 7003   | — | R&B70 (8 Wo.)R&B | Erstveröffentlichung: März 1993 Executive Producer: Steve McKeever                                                                  |

Weitere Alben
- 1972: Dance of Magic (mit Gary Bartz, Eddie Henderson, Herbie Hancock, Stanley Clarke und Cecil McBee; Buddah 5674)
- 1973: Dark of Light (Buddah 5675)
- 1974: Love from the Sun (mit Herbie Hancock, Hubert Laws, Dee Dee Bridgewater; Buddah 5142)
- 1976: Aquarian Dream (Buddah 5672)
- 1981: Beyond a Dream (mit Pharoah Sanders; Livealbum, Aufnahme: Montreux Jazz Festival, Buddah 5672)
- 1996: Easy Living (MoJazz 314530733-2)
- 2000: Eternity (The Right Stuff 72435-24722-2-2)
- 2009: Star Power (Shanachie 5171)

### Kompilationen
| Jahr | Titel Musiklabel Katalog-Nr.                     | Höchstplatzierung, Gesamtwochen, AuszeichnungChartplatzierungen (Jahr, Titel, Musiklabel Katalog-Nr., Platzierungen, Wochen, Auszeichnungen, Anmerkungen) | Höchstplatzierung, Gesamtwochen, AuszeichnungChartplatzierungen (Jahr, Titel, Musiklabel Katalog-Nr., Platzierungen, Wochen, Auszeichnungen, Anmerkungen) | Anmerkungen                                                              |
| Jahr | Titel Musiklabel Katalog-Nr.                     | US | R&B | Anmerkungen                                                              |
| ---- | ------------------------------------------------ | --- | --- | ------------------------------------------------------------------------ |
| 1978 | The Best of Norman Connors & Friends Buddah 5716 | US175 (5 Wo.)US | R&B44 (9 Wo.)R&B | Erstveröffentlichung: November 1978 Executive Producer: Jerry Schoenbaum |

Weitere Kompilationen
- 1982: Just Imagine (Accord 7210)
- 1990: The Best Of (Sequel Records 118)
- 1998: The Very Best Of (mit Aquarian Dream; BMG 74321 578172)
- 1999: The Best of Norman Connors Melancholy Fire (Razor & Tie 7930182194-2)
- 2001: The Best of Norman Connors (Buddah 74465 99809 2)

### Singles
| Jahr | Titel Album                                 | Höchstplatzierung, Gesamtwochen, AuszeichnungChartplatzierungen (Jahr, Titel, Album, Platzierungen, Wochen, Auszeichnungen, Anmerkungen) | Höchstplatzierung, Gesamtwochen, AuszeichnungChartplatzierungen (Jahr, Titel, Album, Platzierungen, Wochen, Auszeichnungen, Anmerkungen) | Anmerkungen |
| Jahr | Titel Album                                 | US | R&B | Anmerkungen |
| ---- | ------------------------------------------- | --- | --- | --- |
| 1975 | Valentine Love Saturday Night Special       | US97 (3 Wo.)US | R&B10 (14 Wo.)R&B | Erstveröffentlichung: Oktober 1975 Gesang: Michael Henderson, Jean Carn Piano: Hubert Eaves III Autor: Michael Henderson                                           |
| 1976 | We Both Need Each Other You Are My Starship | — | R&B23 (11 Wo.)R&B | Erstveröffentlichung: Juni 1976 Gesang: Michael Henderson, Phyllis Hyman Autor: Michael Henderson                                                                  |
| 1976 | You Are My Starship                         | US27 (16 Wo.)US | R&B4 (17 Wo.)R&B | Erstveröffentlichung: August 1976 Saxophon: Gary Bartz Autor: Michael Henderson                                                                                    |
| 1976 | Betcha by Golly Wow You Are My Starship     | — | R&B29 (9 Wo.)R&B | Erstveröffentlichung: Dezember 1976 Gesang: Phyllis Hyman; Saxophon: Gary Bartz Autor: Linda Creed, Thom Bell Original: Connie Stevens – Keep Growing Strong, 1970 |
| 1977 | Once I’ve Been There Romantic Journey       | — | R&B16 (14 Wo.)R&B | Erstveröffentlichung: Mai 1977 Gesang und Autor: Phillip Mitchell Billboard Dance-Charts: Platz 30 (5 Wochen)                                                      |
| 1978 | This Is Your Life                           | — | R&B31 (12 Wo.)R&B | Erstveröffentlichung: Juni 1978; Gesang: Eleanore Mills Autor: Jimmy Webb Original: Thelma Houston, 1969                                                           |
| 1980 | Take It to the Limit                        | — | R&B28 (11 Wo.)R&B | Erstveröffentlichung: August 1980 Leadgesang: Adaritha Autor: Phyllis St. James0                                                                                   |
| 1980 | Melancholy Fire Take It to the Limit        | — | R&B20 (16 Wo.)R&B | Erstveröffentlichung: November 1980 Leadgesang: Glenn Jones; Bass: Byron Miller Autor: David DeMarco                                                               |
| 1982 | She’s Gone Mr. C                            | — | R&B86 (2 Wo.)R&B | Erstveröffentlichung: Oktober 1981 Autor: Nigel Martinez |
| 1988 | I Am Your Melody Passion                    | — | R&B26 (14 Wo.)R&B | Erstveröffentlichung: Februar 1988 feat. Spencer Harrison Autoren: Jacques Burvick, Marion Meadows                                                                 |
| 1993 | Remember Who You Are                        | — | R&B86 (3 Wo.)R&B | Erstveröffentlichung: März 1993 feat. Phyllis Hyman Autoren: Lynn DeFino, Roxanna Ward                                                                             |

Weitere Singles
- 1977: For You Everything (Gesang: Phillip Mitchell, Eleanore Mills)
- 1978: Say You Love Me (mit The Starship Orchestra)
- 1978: Wouldn’t You Like to See (mit The Starship Orchestra)
- 1979: Your Love
- 1979: Handle Me Gently
- 1980: New York, New York (mit The Starship Orchestra)
- 1988: Lovin’ You (feat. Gabrielle Goodman)
- 1988: You’re My One and Only Love (feat. Gabrielle Goodman)
- 2014: Mother of the Future